# سارة هيغينز
سارة هيغينز (بالإنجليزية: Sarah Higgins)‏ هي قابلة نيوزيلندية، ولدت في 30 يناير 1830، وتوفيت في 23 سبتمبر 1923.